# 4th of July (Amy Macdonald)
4th of July è un singolo della cantautrice scozzese Amy Macdonald, il terzo estratto dal terzo album in studio Life in a Beautiful Light e pubblicato il 22 ottobre 2012.

## Tracce
Download digitale
1. 4th of July – 3:48 (Amy Macdonald)